# Richard Allison

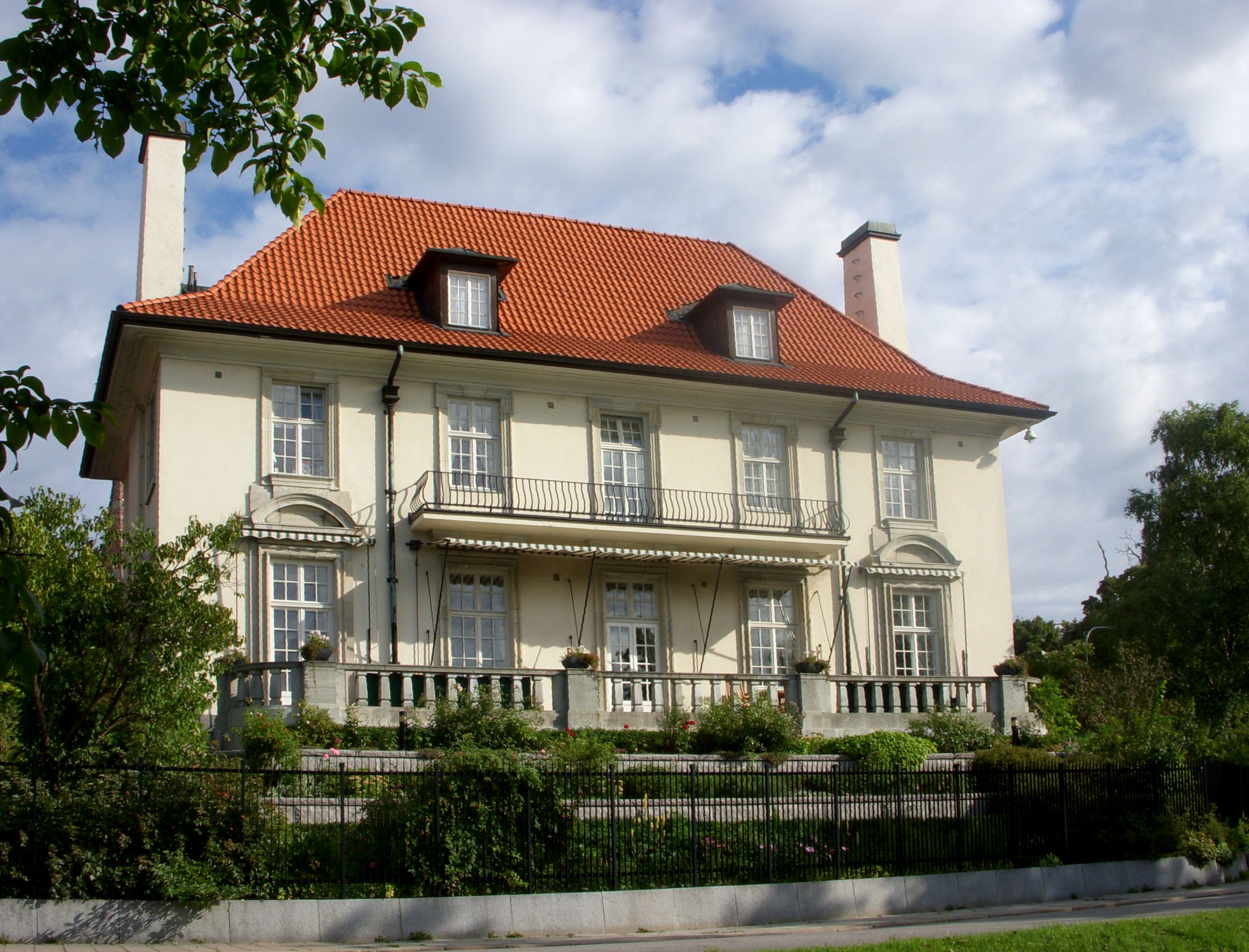
Chancelaria britânica em Estocolmo, Suécia. Um dos trabalhos de Sir Richard Allison

Sir Richard John Allison (1869–1958) foi um importante arquiteto escocês que executou diversos trabalhos de relevo entre os séculos XIX e XX. A partir de 1889, associou-se com o Departamento de Obras do governo britânico em Londres e, a partir de 1914, tornou-se o arquiteto chefe.

## Trabalhos selecionados
- Science Museum, Londres (1919–1928)[3]
- A Ala Duveen, na National Portrait Gallery, Londres (1933), com James Grey West. A Ala leva o sobrenome de Joseph Duveen, famoso negociador de artes[4]
- Geological Museum, Londres
- Real Corte de Justiça, Belfast, Irlanda do Norte (1933), com James Grey West[5]
- Casa do Embaixador britânico em Estocolmo, Suécia (1915).[6][7]